# Polskie Towarzystwo Turystyczno-Krajoznawcze
Das Polskie Towarzystwo Turystyczno-Krajoznawcze – PTTK (deutsch Polnische Touristik- und Landeskundegesellschaft) ist ein 1950 aus der Vereinigung der 1873 gegründeten Polskie Towarzystwo Tatrzańskie (PTT, Polnische Tatra-Gesellschaft) und der Polskie Towarzystwo Krajoznawcze (PTK, Polnische Gesellschaft für Landeskunde) entstandener Verein. Die Satzungsziele des Vereins entsprechen denen der Alpenvereine in Deutschland, Österreich und der Schweiz.

## Organisation
Das PTTK hat ca. 61.000 Mitglieder und über 260 Sektionen, denen wiederum 2500 Kreise und Clubs angehören. Es betreibt 200 Objekte mit 20.000 Übernachtungsplätzen, darunter 60 Touristenhäuser, 77 Berghütten, 35 Hütten an Anlegestellen, 33 Campingplätze, fünf Höfe sowie 16 Museen. Das PTTK ist auch Herausgeber von Land- und Wanderkarten, Prospekten und Reiseführern und hat eine eigene Bibliothek. Es hält ca. 63.000 Kilometer an Wanderwegen instand. Jedes Jahr organisiert das PTTK ca. 20.000 Veranstaltungen, an denen ca. 570.000 Personen teilnehmen.

## Mitgliedschaften
Das PTTK ist Mitglied:
- der Europäischen Wandervereinigung
- der Alliance Internationale de Tourisme
- der Federation of Nature and National Parks of Europe
- der Confédération Mondiale des Activités Subaquatiques
- der Naturfreunde (bis 2011)